# 新海底軍艦
『新海底軍艦』（しんかいていぐんかん）は、映画『海底軍艦』を元にしたOVA。デザイン・設定もまったく異なるうえ、「旧日本海軍の設計したドリル付きの巨大万能艦が活躍する」という設定以外、小説、映画版いずれの『海底軍艦』ともまったく関係がない。1995年に第1話「滅亡へのゼロアワー」が、次いで1996年に第2話「メモリー・オブ・オーシャン」が発売されたが、第3話以降は製作されず、未完となっている。
アメリカでも『Super Atragon』のタイトルでビデオ販売された。

## ストーリー
1945年8月、太平洋戦争末期。日本海軍は大和型戦艦を改設計し、“地空人”から授かった超科学力を導入した巨大な海底軍艦「羅号」を外洋に脱出させていた。しかし、同じ能力を持ったアメリカ海軍の海底軍艦「リバティー」に追撃され、両者は差し違えて共に海の藻屑となる。
そして、半世紀あまりが経過した現代。南極に巨大な円柱が出現。調査に向かった有坂剛らは円柱からの攻撃を受ける。そこへ現れたのは、半世紀前に沈没したはずの羅号であった。
ストーリーは完結せず、羅号がさらなる決戦のひかえる「地空」へ向かうところで終わってしまう。

## 登場人物
有坂剛
声 - 関智一、湯浅香織（幼少期）
国連軍に所属する青年。南極に突如出現した円柱を調査する国連調査団に志願する。地空人の攻撃を受け海に投げ出されたところを「羅号」に救出され、そのまま行動を共にする。
当初は自分と母を捨てた父・真鉄や事情を語ろうとしないアネットに戸惑いを見せるが、アブトゥーとの戦いを経て「羅号」の一員として地空人と戦うことを決意する。
アネット
声 - 岩男潤子
地空人の少女。元々は「地上人の存続か絶滅か」を判定するために派遣されたエージェントだったが、日向や影山の優しさに触れ、地上人を滅ぼすことを思い留まる。地上人を滅ぼそうとするアブトゥーを止めるため超能力を使って仮死状態に追いやるが、その代償として自らも数十年の眠りに付く。眠りから目覚めた後は、影山の養女「アネット・菅原」として暮らす一方で、アブトゥーとの戦いに備えて「羅号」開発に協力する。
剛に好意を寄せており、アブトゥーとの戦いに巻き込むことを避けるため事情を話していなかったが、事情を話した後は共に地空人から地上を守るために戦う。
アブトゥー
声 - 井上喜久子
地空人の少女。アネットと共にエージェントとして地上に派遣される。戦争を繰り返す地上人の野蛮さを知り、地上人の「絶滅」を決定するが、地上人を守ろうとするアネットによって仮死状態に陥る。
仮死状態から目覚めた後に、地上人を滅ぼすために活動するが、アネットと「羅号」によって阻止される。最期は「リバティー」で「羅号」と戦うが、「リバティー」を撃沈され死亡。
影山貢
声 - 清水綋治、塩沢兼人（副長時代）
元日本海軍大佐。初代「羅号」副長。艦長だった日向とは親友だった。戦争末期、「リバティー」と刺し違える直前に、日向の命令でアネットと共に「羅号」から脱出する。
戦後は「菅原直道」と名前を変え、菅原コンツェルン会長として日本財界を牽引する一方で、アブトゥーとの戦いに備えて「羅号」開発を極秘裏に進める。また、日向の恋人だった志乃の生活を援助しており、志乃の孫である剛とも面識がある。
日向真鉄
声 - 瑳川哲朗
2代目「羅号」艦長。剛の父。十数年前に船舶事故で死亡したことになっているが、地空人との戦いに備えるための偽装だった。
ストーナー
声 - 井上和彦
2代目「羅号」副長。真鉄から剛の話を聞かされており、剛の身を気遣う。
立花昌儀
声 - 大塚周夫
2代目「羅号」機関長。兄は初代「羅号」の乗組員だった。
西村光太郎
声 - 近石真介
2代目「羅号」の開発者。乗組員からは「ドク（博士）」と呼ばれている。
日向正史
声 - 松本保典
日本海軍少将。初代「羅号」艦長。真鉄の父で、剛の祖父。戦争末期、「リバティー」と刺し違えて戦死する。
ボガード
声 - 一条和矢
国連海軍中将。国連艦隊司令官。南極海でアブトゥーとの戦いの指揮を執るが劣勢に立たされ、全滅の危機を「羅号」に救われる。国連が「羅号」の接収を決定すると、拿捕するために「羅号」に攻撃を仕掛けるが、アブトゥーからの攻撃を受け、再び「羅号」に救われる。

## キャスト
- 有坂剛 - 関智一、湯浅香織（幼少期）
- アネット - 岩男潤子
- 日向真鉄 - 瑳川哲朗
- アブトゥー - 井上喜久子
- ストーナー - 井上和彦
- 立花昌儀 - 大塚周夫
- 影山貢 - 清水綋治、塩沢兼人（副長時代）
- 西村光太郎 - 近石真介
- 有坂志乃 - 高島雅羅
- 日向正史 - 松本保典
- サイーブ - 水原リン
- ミリアス - 室園丈裕
- 日野 - 千葉一伸
- 吉岡 - 落合弘治
- ダニエル浜田 - 梁田清之
- ボガード - 一条和矢
- 御子柴一郎 - 高橋広樹
- 立花（兄）、管制官 - 髙嶺巌
- 高野 - 土方優人
- チーフ - 小野英昭
- アナウンサー - 安井邦彦

## スタッフ
- 原作 - 押川春浪『海底軍艦』
- 監督 - 片山一良、福田己津央
- 脚本 - 岸間信明
- キャラクターデザイン - 安彦良和
- メカデザイン - 小林誠
- アニメーションキャラクター総作画監督 - 小曽根正美
- メカニック総作画監督 - 鉄羅紀明
- 美術監督 - 古谷彰（第1話）、古賀徹（第2話）
- 撮影監督 - 安原吉晃
- 音響監督 - 鶴岡陽太
- 編集 - 西山茂
- 編集助手 - 津留洋子
- 録音 - 阿部幸男（第1話）、市川修（第2話）
- 効果 - 今野康之
- 色彩設定 - 脇喜代子
- 色指定 - 脇喜代子、内田聡
- 演出助手 - 鈴木薫
- SF設定協力 - 大森聡
- 音楽 - 天野正道
- 演奏 - ワルシャワ国立フィルハーモニー管弦楽団
- 制作 - 山田哲久
- アニメ制作 - フェニックス・エンタテインメント
- 発売元 - 東宝

## 各話リスト
| 話数  | サブタイトル               | 監督       | 脚本     | 絵コンテ            | 演出                        |
| ----- | -------------------------- | ---------- | -------- | ------------------- | --------------------------- |
| 第1話 | 滅亡へのゼロアワー         | 片山一良   | 岸間信明 | 片山一良            | 杉山慶一 片山一良           |
| 第2話 | メモリー・オブ・オーシャン | 福田己津央 | 岸間信明 | 福田己津央 滝沢敏文 | 杉山慶一、芹沢剛士 片山一良 |

## 関連メディア

### ノベライズ
第1話「滅亡へのゼロアワー」のみノベライズされ、角川スニーカー文庫から刊行された。
- 岸間信明『新･海底軍艦 滅亡へのゼロアワー』角川スニーカー文庫9819 ISBN 9784044169015

### 漫画
『新海底軍艦 巨鋼のドラゴンフォース』全3巻（飯島ゆうすけ、角川コミックス・エース、1996 - 1997年）
アニメ版からタイトルや一部設定を受け継ぎつつ、ストーリーは大きく異なる。レムリアという地底文明人により提供された技術で建造された各国のドリル付き戦艦が互いに戦う。

### ゲームソフト
『新海底軍艦 鋼鉄の孤独』
アスキー製作によるセガサターンソフトとして1997年4月4日に発売された。一部戦闘シーンに当時はまだ珍しい3DCGが用いられている。元のアニメには登場しない人間型ロボットが登場するほか、物語が完結するという大きな違いがある。